# Ваал, Ник
Ник Ваал, имя при рождении Каролина Швейгор Николаусен (Caroline Schweigaard Nicolaysen; 1 января 1905, Осло (Христиания), Норвегия — 28 мая 1960) — норвежский психиатр. Своей работой с детьми и подростками заслужила имя «матери норвежской детской и подростковой психиатрии». Во время Второй мировой войны была членом Норвежского Сопротивления, была названа «норвежским праведником мира» за спасение 14 сирот-воспитанников еврейского детского дома в Осло от депортации в Освенцим в 1942 году.

## Биография

### Детство и молодость
Каролина Швайгаард Николаусен (Caroline Schweigaard Nicolaysen) в детстве была известна как Биттеба (Bitteba). Она была младшей из четырёх детей офицера Вильгельма Бернхофа Николаусена (Vilhelm Bernhoft Nicolaysen), и Анны Хорн (Anna Horn). Она росла в Осло и была активным, любознательным, но необычайно чувствительным ребёнком. Её сын Хельге Ваал рассказывал, что в детстве она страдала от психосоматических расстройств, из-за этого ей даже пришлось первый год в гимназии провести на домашнем обучении. Затем, начиная с осени 1921 года, Ник посещала Oslo Katedralskole, где вместе с ней учились такие известные люди, как будущий политик Трюгве Булл, врач Карл Эванг и психиатр Трюгве Браатой.
Она поступила в Университет Осло, стала радикальной социалисткой и окончила обучение в 1930. Ник была членом движения Mot Dag и работала в редакции издания Æsculap. Политические убеждения и взгляды, которые сформировались у Ваал в студенческие годы, на всю жизнь сформировали её активную социальную позицию и стали базой для многолетней деятельности в защиту уязвимых детей, подростков и женщин.

### Профессиональное становление
В студенческие годы, страдая от эмоциональных проблем, она проходила лечение по методу психоанализа у Harald K. Schjelderup.
В 1927 она вышла замуж за писателя Сигурда Хёля. Она продолжила изучать психоанализ в Берлине под руководством Саломеи Кепнерen и в 1933—1934 была принята в немецкую и датско-норвежскую психоаналитические ассоциации. В 1936 развелась с Хёлем и в 1937 вышла замуж за Вессела Ваала, взяв его фамилию.
В Берлине она познакомилась с Вильгельмом Райхом и последовала за ним, когда он бежал от нацистского режима в Норвегию. Затем она училась у другого беженца — австрийца Отто Фенихеля, а затем работала вместе с Райхом до 1939, когда открыла собственную психиатрическую практику и вплоть до 1947 года работала в психиатрической больнице Гаустад.

### Война, Сопротивление и помощь евреям
Во время немецкой оккупации Норвегии с 1940 по 1945 год Ваал участвовала в деятельности Норвежского Сопротивления. Она была ключевой фигурой в успешной эвакуации детей из еврейского детского дома в Осло, когда стало известно об их скорой депортации для Холокоста. 26 октября 1942 года в Осло вышел указ об аресте всех мужчин-евреев. Сразу же после этого Ник и Нина Хасволд, главный воспитатель детского дома, начали работать над планом спасения детей. 25 ноября 1942-го главе Нансеновского комитета Сигрид Лунн позвонил неизвестный и предупредил, что «Будет ещё одна вечеринка, на этот раз они будут собирать самые маленькие посылки». Это означало, что нацисты начнут арестовывать детей и женщин. И действительно, уже 26 ноября 1942 года был опубликован закон, признававший незаконным проживание евреев в Норвегии. Ранним утром того же дня, 26 ноября 1942-го, Ник и Нина вывезли 14 воспитанников детского дома, самому старшему из которых было на тот момент 12 лет, на пригородную виллу своей подруги Герде Тандберг в Уллерне, пригороде Осло. Благодаря тому, что у Ник была лицензия врача, она имела специальные водительские права и карточки на бензин. Утром при сборах детям было сказано одеть по два каждого предмета одежды, самому старшему поручили спрятать в сапогах 10 тысяч крон — эти деньги должны были пойти на оплату такси до шведской границы. Обувь они несли в руках — на первом этаже их дома жила женщина, симпатизировавшая фашистам, и нужно было уйти, не привлекая её внимания. Детей везли на полу машины Ник — сначала младших, затем Ваал вернулась за старшими. Во второй поездке немцы блокировали переправу у Майорстуа, но Ваал отказалась остановить автомобиль и прорвалась через блокпост. Затем из дома Тандберг детей поодиночке развезли по домам родственников Ваал. В течение недели они прятались в тайниках в этих домах. В эту неделю значительную помощь оказала Сигрид Лунн — она помогала присматривать за детьми и раздобыла продуктовые карточки, чтобы им не пришлось голодать. Семь дней спустя всех детей поочерёдно вывезли на полу такси одного из членов сопротивления в охотничью хижину рядом с Эльверумом. На следующее утро члены Сопротивления помогли им пройти 3 километра через лес и пересечь границу со Швецией. От хижины до самой границы дети шли по следам друг друга, чтобы возможные преследователи не посчитали их число по следам на свежем снегу. До конца войны дети жили в доме в пригороде Гётеборга, средства на покупку которого выделила еврейская община. Позднее один из спасённых детей вспоминал, что вся операция прошла для них очень спокойно, так как была идеально спланирована и группе сопутствовала удача. В то же время все дети, высланные на судне SS Donau, на борт которого попали бы и 14 сирот из детского дома в Осло, в конечном итоге погибли в газовых камерах Освенцима.
Израильский Институт Катастрофы и героизма Яд ва-Шем присвоил Ник Ваал почётное звание «праведник мира».
Также Ник Ваал работала в норвежской подпольной разведке, известной как XU.
Весной 1945 года она была ненадолго арестована. Бежала в Швецию.

### Послевоенная деятельность
Сразу же после окончания войны Ваал восстановила свою профессиональную активность. Она оставалась в штате психбольницы Gaustad, а также в разноме время работала в университетской больнице Ullevål, в Дании, США, Швейцарии, во Франции она сотрудничала с Сержем Лебовичи. В 1951 она получила сертификат психиатра, а в 1953 одной из первых стала дипломированным психиатром для детей и подростков.
Ваал подавала заявку на пост главного врача недавно открытого Института детской и юношеской психиатрии в Университетской больнице Осло. Предположительно, заявку отклонили из-за неопрятного внешнего вида Ваал. После этого отказа Ваал основала и возглавила собственный институт Nic Waals Institutt. Сначала он работал сначала в подвале её собственного дома в пригороде Хусебигренда, а затем в «голубом доме» в Мункедамсвейене около Скиллебекка.

### Последние годы
Ник оставалась директором собственного института вплоть до своей смерти в 1960 году, также находя время для того, чтобы помогать малолетним правонарушителям. Она родила двух детей: от психиатра Вессела Ваала (который стал её биографом) и детского психолога Berit Waal Skaslien. В 1951 году она развелась с мужем и вышла замуж за Alex Helju. Он погиб из-за несчастного случая на воде в 1954.

## Профессиональная деятельность
Придя в психологию из-за собственных проблем, Ваал много работала и в дальнейшем реализовалась как педагог, психиатр и общественный деятель. Она внесла вклад в следующие дисциплины:
- Психоанализ и психиатрия. При этом она, впитав идеи Райха, не оказалась под их влиянием и работала независимо. Внесла вклад в психиатрическо-соматические техники диагностики;
- Норвежская детская и подростковая психиатрия, в которых она была пионером;
- Человеческая сексуальность, в том числе детская и подростковая;
- Образование. Её институт разработал образовательные программы для обучения шести профессиям, в том числе и не связанным с психиатрией и медициной, например, психолог, социальный работник и специалист по клиническому образованию.

Незадолго до своей смерти она сказала в интервью норвежскому радио следующее:
Многие люди головой думают одно, а сердцем чувствуют другое. Многие, думая, полностью отключают свои чувства. Часто подобное называют логичным. Но и у сердца есть своя логика. Говорят, что женщины думают сердцем - как будто речь идёт о чём-то презренном .... Я склонна думать, что беспокойное и спонтанное сердце, стоящее за мнением, является самым важным во мнениях - раньше, сейчас и в будущем.
Институт Ник Ваал, хотя и был на какое-то время переименован, остаётся одним из ведущих в стране.